# Zásah ze 7. prosince 2022 proti německé krajně pravicové skupině
Policejní zásah ze 7. prosince 2022 byla akce německé policie, kdy zatkla pětadvacet lidí patřících k extremistické pravicové skupině, která podle vyšetřovatelů plánovala převrat a ozbrojené útoky proti státu. Vůdci extremistů byli šlechtic Heinrich XIII. Reuss a exposlankyně za Alternativu pro Německo Birgit Malsacková-Winkemannová.

## Zátah
Tři tisíce policistů při zátahu prohledaly 137 objektů v jedenácti spolkových zemích. Mimo jiné dům v rezidenční berlínské čtvrti Wannsee či zámeček v Bad Lobensteinu. Zatčeno bylo 25 osob, z toho 24 zadržených pochází z Německa a 1 z Ruska. Zatýkalo se v Itálii i Rakousku.

## Členové
Skupinu tvořili přívrženci radikálního hnutí Říšští občané, které popírá legitimitu spolkové republiky. Podle vyšetřovatelů se snažili získat pro svůj plán i příslušníky německé armády. Mezi zadrženými je člen elitní jednotky Komando speciálních sil, jejíž část byla v roce 2020 zrušena kvůli podezřením z pravicového extremismu. Podle deníku Sächsische Zeitung je mezi zadrženými také bývalý radní za AfD v saském krušnohorském městě Olbernhau.

## Cíle

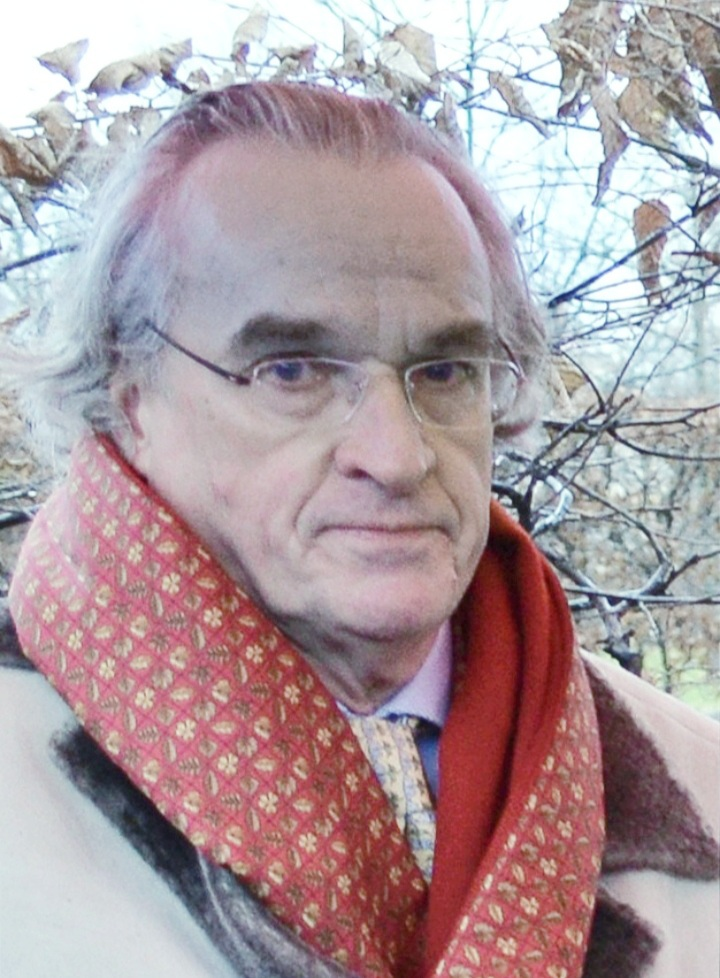
Heinrich XIII. Reuss v roce 2018

Podle německého šéfprokurátora Petera Franka skupina plánovala vytvoření nové armády a násilný vpád do budovy parlamentu. Skupina plánovala dosadit Heinricha XIII. Reusse jako hlavu státu s titulem regenta. Za tímto účelem se šlechtic pokusil spojit s představiteli Ruska, které mělo napomoci svržení vlády. V kontaktech na Rusko skupině údajně pomáhala ruská občanka Vitalija B. Skupina chtěla po převratu sestavit vládní aparát zřízený jako císařství a do vedení úřadů měli být dosazeni lidé s vlivnými pozicemi.

## Reakce

### Domácí
- Německý ministr spravedlnosti Marco Buschmann označil zátah za protiteroristickou operaci na obranu demokracie.[4]
- Německý prezident Frank-Walter Steinmeier v reakci na razie prohlásil, že i liberální demokracie jako Německo se musí umět bránit.[5]
- Vedení AfD pokus o svržení demokracie odsoudilo a vyzvalo k plnému objasnění případu.[6]
- „Byla to náročná operace a já jsem ráda, že se všichni vrátili v pořádku,“ uvedla německá ministryně vnitra Nancy Faeserová.[5]

### Zahraniční
- Mluvčí Kremlu Dmitrij Peskov jakékoliv vazby na skupinu popřel. Dodal, že se jedná o „vnitřní záležitost Německa“.[4]

## Soudní proces
Soudní proces se vedením skupiny začal v květnu 2024 ve Frankfurtu nad Mohanem.